# إجخرة
إجخرة هي واحة وبلدة في شرق ليبيا في الصحراء الليبية وهي ضمن و«احات جنوب اجدابيا»، وهي تشكل مثلث متساوي الأضلاع تقريباً مع كل من واحات جالو وأوجلة، وتقع على خط طول 21.39 شرقاً ودائرة عرض 29.18 شمالاً تقريباً وتبعد عن مدينة إجدابيا حوالي 200 كم جنوباً.
يرجع اسم إجخرة إلى مئات السنين وهو تحريف لكلمة «إجخرلي» أو «إجخرله» بمعنى الصوت الصادر من الحلق والذي كان متعارف عليه بين أبناء المنطقة.
- كما جاء اسم اجخرة في كتاب الأسماء القديمة للمدن والقري الليبية للمؤلف د. عبد السلام محمد شلوف (ساراجينا) ذكرها بطلميوس الجغرافي

## أهمية الموقع
إن الخصائص الرئيسية لموقع إجخره أضفت عليها أهمية يمكن حصرها فيما يلي:-
1. تتوسط مناطق الواحات وبالتالي فهي شكلت حلقة وصل بين شمال ليبيا وجنوبها خلال الفترة التاريخية الماضية.
2. تقع على خط ملتقى القوافل المتجهة جنوباً إلى الكفرة ومن ثم إلى تشاد والسودان ووسط أفريقيا وكذلك المتجهة شرقاً إلى الواحات الداخلة والخارجة في مصر الأمر الذي أكسبها أهمية تجارية واقتصادية فترة تجارة القوافل.
3. نظراً لوقوعها ضمن الإقليم شبه الصحراوي في ليبيا الأمر الذي أدى إلى اختلاف الإنتاج الزراعي فيها عن شمال ليبيا حيث كانت إجخره ولعقود طويلة مصدراً لتزويد القوافل القادمة من شمال ليبيا بالتمور.
4. كما أن موقع إجخره في وسط الصحراء حيث تحيط بها الرمال الناعمة تعطيها ميزةً إضافية يبحث عنها راغبي السياحة الصحراوية.
5. كما أن موقع إجخره يشكل أهمية اقتصادية للليبيا حيث تحيط بها الشركات والحقول النفطية فهي غنية بالنفط والغاز.

## التضاريس
تشكل تضاريس إجخره وحدة واحدة فهي تقع وسط هضبة منبسطة وإن كانت كطبيعة الواحات الصحراوية تنخفض وسط هذه الهضبة أغلب أجزائها لتعطي لها ميزة الأقتراب من خزانات المياه الجوفية وإن كانت كذلك إلاَّ أن التنوع يكون في إطار هذه الهضبة حيث كثبان الرمال العالية والصحراء المنبسطة لمئات الأميال مع بعض المرتفعات الحجرية البسيطة ونظراً لأن هناك أتجاه عام لأنحدار الأرض في ليبيا من الجنوب إلى الشمال فإن إجخره ترتفع عن مستوى سطح البحر بما يقارب من 40 م كما تقع شمال إجخره عدد كبير من الوديان الجافة والتي تدل على غنى المنطقة بالمياه في العصر المطير.

## المناخ
نظراً لموقع إجخره في الأقليم شبه الصحراوي وبالتالي فإن المناخ الصحراوي يصبح هو الطابع المميز لها حيث ذلك الفارق الكبير في درجات الحرارة بين الصيف والشتاء وكذلك بين الليل والنهار حيث متوسط درجة الحرارة في فصل الصيف 33 ْ نهاراً و 25 ْ ليلاً ويبلغ متوسط درجة الحرارة في فصل الشتاء 23 ْ م نهاراً و 22 ْ ليلاً.
أما عن الأمطار فهي نادرة السقوط نظراً لعدم توغل الرياح الغربية العكسية الممطرة على الساحل الليبي لهذه المنطقة ويحدث أن تتعرض إجخره لأمطار فجائية غزيرة وسريعة ولكنها بشكل محدود كما هو شأن الأقاليم الصحراوية وشبه الصحراوية، وتهب على المنطقة في أواخر الربيع وأوائل الصيف رياح القبلي والتي تثير الأتربة والغبار.
غير أن مايميز مناخ إجخره في ليالي الصيف هو تلك النسمات القادمة من الشمال والتي يطلق عليها نسيم البحر والتي تجعل من ليل الصحراء فيها متعة للمقيمين والزائرين.

## النباتات الطبيعية
نظراً لموقع إجخره في الأقليم شبه الصحراوي فإن النباتات الطبيعية التي تعيش فيها تتأثر بالمناخ وكذلك بنوع التربة حيث يوجد أنواع من التربة في المنطقة منها التربة الرملية والطينية والمختلطة والسبخية وبالتالي يحدث التنوع في الغطاء النباتي وإن كانت بشكل عام هي في أغلبها من النباتات التي تحاول التحايل على الطبيعة كتخزين المياه في أوراقها أو تحويل الأوراق إلى أشواك للتقليل من عملية النتح ومن أشهرها نباتات الحلفا والضمران والحاذ والبلبال والفرس والنشا والتي تعتمد عليها عملية رعي الإبل وخاصةً شمال إجخره.

## الحيوانات البرية
تشتهر واحة إجخره بوجود كثير من الحيوانات البرية كالغزال والضب والثعلب والذئب والضباع والعقارب والأفاعي السامة والتي تختلف في أشكالها وألوانها وتتواجد هذه الحيوانات شمال شرق منطقة إجخره في مناطق واعرة صخرية.